# アル・サールミーヤSC
- アル・サルミヤSC
- アル・サールミヤSC

アル・サールミーヤ・スポーツクラブ (アラビア語: نادي السالمية الرياضي、英語: Al-Salmiya SC) は、クウェート・サールミーヤをホームタウンとするスポーツクラブ。1964年設立。
サッカーの他、バレーボール、卓球、テニス、スカッシュ、フェンシング、柔道、テコンドー、空手、陸上競技の10のスポーツを扱う総合スポーツクラブであるが、本項においてはサッカー部門に関して記述する。
サッカー部門はこれまでクウェート・プレミアリーグを4度制している。

## タイトル
- クウェート・プレミアリーグ：4回（1980–81, 1994–95, 1997–98, 1999–00）
- アミールカップ：2回（1992–93, 2000–01）
- クウェート・クラウンプリンスカップ（英語版）：2回（2000–01, 2015–16）

## 国際大会出場歴
- AFCチャンピオンズリーグ：1回
  - 2005：グループステージ
- AFCアジアクラブ選手権：3回
  - 1995：第2ラウンド
  - 1998-99：第1ラウンド
  - 2000-01：第2ラウンド
- アジアカップウィナーズカップ：2回
  - 1993-94：第1ラウンド
  - 2001-02：棄権